# Дубовское сельское поселение (Еланский район)
Дубовское се́льское поселе́ние — муниципальное образование в Еланском районе Волгоградской области. Административный центр — село Дубовое.

## История
Дубовское сельское поселение образовано 24 декабря 2004 года в соответствии с Законом Волгоградской области № 980-ОД.

## Население
| 2010  | 2012  | 2013  | 2014  | 2015  | 2016  | 2017  |
| ----- | ----- | ----- | ----- | ----- | ----- | ----- |
| 1664  | ↘1618 | ↘1568 | ↘1530 | ↘1485 | ↘1445 | ↘1412 |
| 2018  | 2019  | 2020  | 2021  |       |       |       |
| ↘1395 | ↘1366 | ↘1327 | ↘1301 |       |       |       |

## Состав сельского поселения
| № | Населённый пункт | Тип населённого пункта       | Население |
| - | ---------------- | ---------------------------- | --------- |
| 1 | Бабинкино        | село                         | 214       |
| 2 | Волково          | село                         | 287       |
| 3 | Дубовое          | село, административный центр | 819       |
| 4 | Торяное          | село                         | 344       |